# Thad Jones/Mel Lewis Orchestra
Le Thad Jones/Mel Lewis Orchestra, est un orchestre de jazz américain fondé en 1965 et dirigé conjointement par le trompettiste Thad Jones et le batteur Mel Lewis.

## Histoire
L'orchestre se produit à partir de 1966 au Village Vanguard. Populaire dans les années 1970, il n'a pas une existence continue et se réunit de façon occasionnelle. Il s'arrête brutalement, lorsque Thad Jones décide de quitter les États-Unis pour s'installer à Copenhague, au Danemark.

## Membres
Ont joué dans l'orchestre : 
- Trompettes : Thad Jones, Bill Berry, Danny Stiles, Richard Williams, Marvin Stamm, Snooky Young, Jon Faddis
- Trombones : Bob Brookmeyer, Jimmy Knepper, Quentin Jackson
- Saxophones : Jerome Richardson, Jerry Dodgion, Eddie Daniels, Joe Farrell, Pepper Adams, Billy Harper, Joe Temperley
- Piano : Hank Jones, Roland Hanna
- Contrebasse : Richard Davis, George Mraz
- Batterie : Mel Lewis

## Discographie
- 1966 : All My Yesterdays (The Debut 1966 Recordings at the Village Vanguard) (Resonance Records)
- 1966 : The Jazz Orchestra (Solid State Records)
- 1966 : Presenting Joe Williams & the TJones / MLewis orchestra (Solid State)
- 1967 : Live at the Village Vanguard (Solid State)
- 1968 : Monday Night at the Village Vanguard (Solid State)
- 1968 : The Big Band Sound of T.Jones/M.Lewis (featuring Miss Ruth Brown) (Solid State)
- 1969 : Central Park North (Solid State)
- 1969 : Basle 1969 (TCB records)
- 1970 : Consummation (Blue Note Records)
- 1970 : Village Vanguard Live Sessions 3 (Lester recording catalog)
- 1973 : Manuel de Sica & the Jazz Orchestra (Pausa)
- 1974 : Potpourri (Philadelphia International Records)
- 1974 : Live in Tokyo (Columbia Records)
- 1975 : Suite for Pops (Horizon, 1972 & 75)
- 1975 : Greetings and Salutations (Four Leaf records)
- 1976 : New Life (Horizon)
- 1976 : Live at Jazz Jantar (Poljazz)
- 1976 : Live in Munich (Horizon)
- 1976 : Rhoda Scott in New York (Barclay)
- 1977 : T.Jones/M.Lewis & UMO (RCA)
- 1977 : It Only Happens Every Time (with Monica Zetterlund) (EMI Sweden)
- 1978 : One More time ! (Poljazz)
- 1978 : Body and Soul (in East Berlin) (West Wind)

## Sources
- Scott Yanow, courte histoire sur le site Allmusic.com